# Far, mor og Blyp
Far, mor og Blyp er en dansk tv-serie for børn fra 1996, som er skrevet af Kit Goetz og Hans Kragh-Jacobsen og instrueret af Ulla Raben for DR1. Serien havde premiere den 5. oktober 1996 på DR1 og består af ni afsnit af ca. 25 minutters varighed. 
Serien følger det vordende forældrepar, piloten Tom og stewardessen Vivi, der pludselig befinder sig ved Verdens Ende, hvor de under supervision af børneagenter og to talende træer bliver gjort klar til forældrerollerne.
Far, mor og Blyp blev i 1999 efterfulgt af tv-serien Far, mor og Blypperne - Blyppernes første år.

## Medvirkende
- Hella Joof som Vivi Jønsson og Birk
- Peter Frödin som Tom Springberg og Fyr
- Sofie Trier som børneagent
- Adam Stausholm-Røper som børneagent
- Stephania Potalivo som del af børnepanel
- Simon Stenspil som del af børnepanel